# VII Congresso del Partito Repubblicano Italiano
Il VII Congresso Nazionale del Partito Repubblicano Italiano si svolse a Forlì dal 3 ottobre al 5 ottobre 1903. Forlì è una città significativa nella storia del Partito Repubblicano Italiano sia per la notevole base elettorale che vi trovò sia per essere stata la città di Aurelio Saffi, stretto collaboratore ed erede politico di Giuseppe Mazzini.
Al Congresso si incontrarono i principali esponenti del Partito Repubblicano Italiano.
Tra gli interventi più memorabili si possono menzionare i seguenti.
Alberto Giovannini, che sarà poi uomo di spicco della Lega antiprotezionista vi tenne una relazione su Gli aggravi sul consumo e l'economia nazionale. Il Congresso, però, non approvò il suo ordine del giorno sulla riforma fiscale.
Arcangelo Ghisleri, invece, intervenne, in 5 ottobre, con un'importante relazione su La questione meridionale e la sua logica soluzione, in cui si poneva per la prima volta al Partito la riflessione sulle condizioni del Mezzogiorno d'Italia.
Fabio Luzzatto e Valerio Bossi, da parte loro, presentarono una relazione su La funzione educativa dello stato. Osservazioni semplici sul problema carceraio.